# リンカーン郡 (メイン州)
リンカーン郡（英: Lincoln County）は、アメリカ合衆国メイン州の郡である。人口は3万5237人（2020年）。郡庁所在地はウィスカセットであり、同郡で人口最大の町はウォルドボロである。1760年に設立され、郡名はイングランドのリンカンから採られた。リンカーンはマサチューセッツ湾植民地総督トマス・パウノールの生地だった。設立時には西のサガダホク郡の領域も含んでいた。郡旗は伝統的なニューイングランドの旗であり、1977年に採用された。

## 政治
| 年     | 民主党       | 共和党       |
| ------ | ------------ | ------------ |
| 2008年 | 55.1% 11,886 | 43.0% 9,287  |
| 2004年 | 51.3% 11,351 | 46.8% 10,370 |
| 2000年 | 43.9% 8,634  | 48.1% 9,457  |

| 無党派     | 9,171  | 34.29% |
| 共和党     | 9,041  | 33.81% |
| 民主党     | 7,544  | 28.21% |
| 緑の独立党 | 984    | 3.67%  |
| 合計       | 26,740 | 100%   |

## 地理
アメリカ合衆国国勢調査局に拠れば、郡域全面積は699.81平方マイル (1,812.5 km2)であり、このうち陸地455.99平方マイル (1,181.0 km2)、水域は243.82平方マイル (631.5 km2)で水域率は34.84%である。

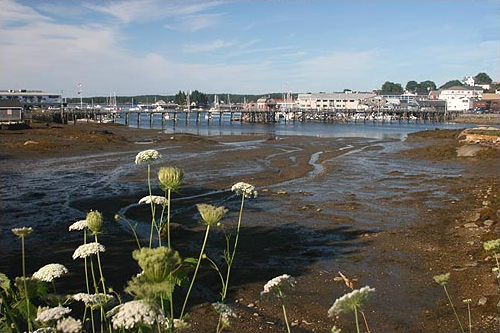
ブースベイ港

### 隣接する郡
- ケネベック郡 - 北
- ウォルド郡 - 北東
- ノックス郡 - 東
- サガダホク郡 - 西

## 人口動態
以下は2010年国勢調査による人口統計データである。
| 基礎データ - 人口: 34,457人 - 世帯数: 14,158 世帯 - 家族数: 9,542 家族 - 人口密度: 28人/km2（74人/mi2） - 住居数: 20,849 軒 - 住居密度: 18軒/km2（46軒/mi2） 人種別人口構成 - 白人: 98.46% - アフリカン・アメリカン: 0.17% - ネイティブ・アメリカン: 0.26% - アジア人: 0.37% - 太平洋諸島系: 0.02% - その他の人種: 0.10% - 混血: 0.61% - ヒスパニック・ラテン系: 0.46% 先祖による構成 - イギリス系：25.3% - アメリカ人：15.4% - アイルランド系：11.2% - ドイツ系：9.0% - フランス系：7.3% 言語による構成 - 英語：97.7% - フランス語：1.0% | 年齢別人口構成 - 18歳未満: 22.7% - 18-24歳: 5.5% - 25-44歳: 25.6% - 45-64歳: 28.1% - 65歳以上: 18.2% - 年齢の中央値: 43歳 - 性比（女性100人あたり男性の人口） - 総人口: 95.1 - 18歳以上: 92.0 世帯と家族（対世帯数） - 18歳未満の子供がいる: 28.2% - 結婚・同居している夫婦: 56.1% - 未婚・離婚・死別女性が世帯主: 7.7% - 非家族世帯: 32.6% - 単身世帯: 26.7% - 65歳以上の老人1人暮らし: 12.1% - 平均構成人数 - 世帯: 2.35人 - 家族: 2.82人 収入と家計 - 収入の中央値 - 世帯: 38,686米ドル - 家族: 45,427米ドル - 性別 - 男性: 31,209米ドル - 女性: 23,161米ドル - 人口1人あたり収入: 20,760米ドル - 貧困線以下 - 対人口: 10.1% - 対家族数: 6.6% - 18歳未満: 12.8% - 65歳以上: 9.5% |

## 都市と町

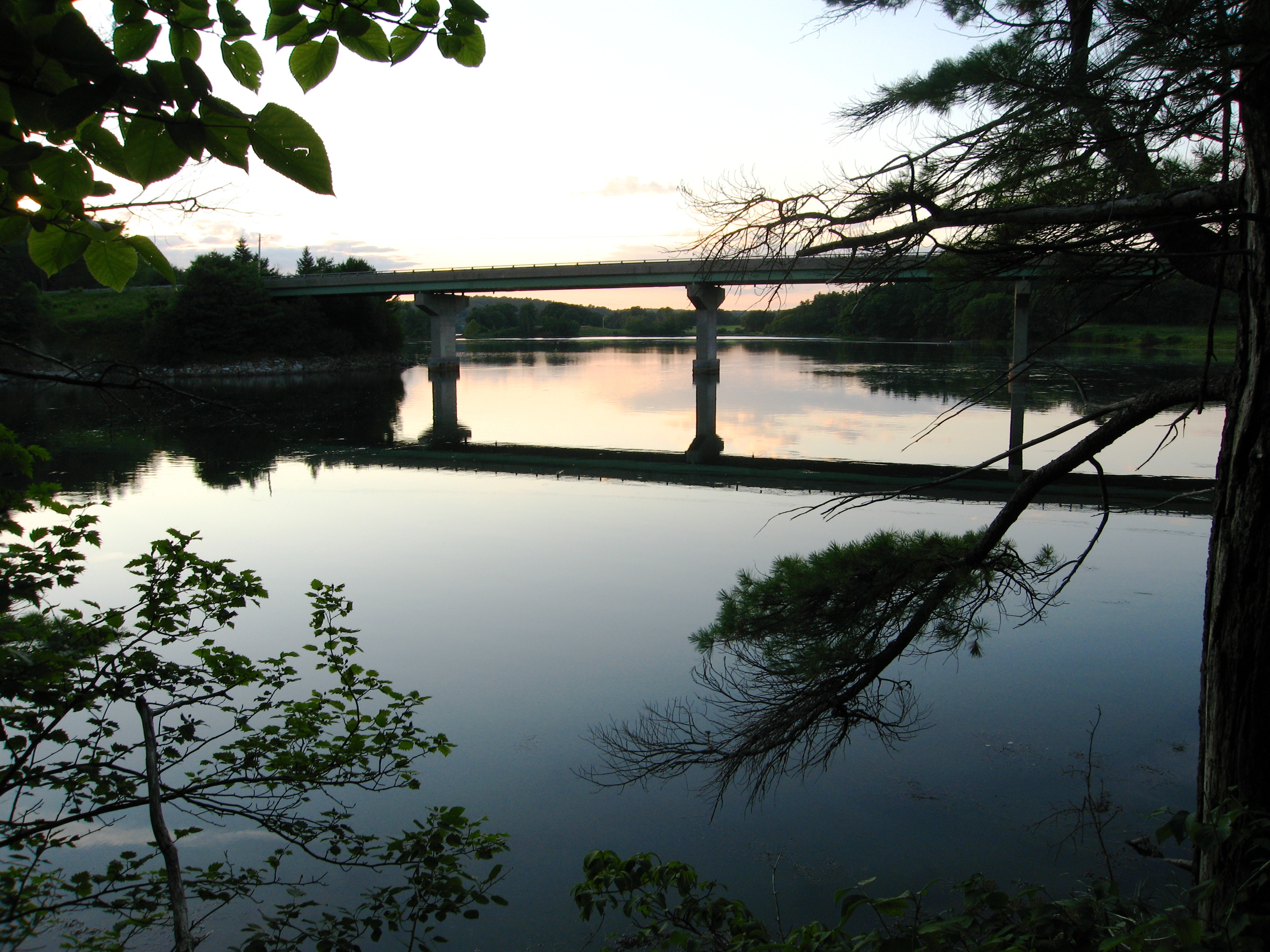
ホェールバック・シェル・ミドン州立歴史史跡近くにあるダマリスコッタ川

以下のリストは全て町である。他にプランテーションとゴアが1つずつある。
| - ウォルドボロ - ウィスカセット - 郡庁所在地 - ダマリスコッタ - アルナ - ブースベイ - ブースベイハーバー - ブレーメン - ブリストル - ドレスデン - エッジコム | - ジェファーソン - モンヒーガン - ニューキャッスル - ノーブルボロ - サマービル - サウスブリストル - サウスポート - ウェストポート - ホワイトフィールド |

また未編入領域であるヒバーツ・ゴアがある。